# NGC 4952
NGC 4952 (NGC 4962) é uma galáxia elíptica (E) localizada na direcção da constelação de Coma Berenices. Possui uma declinação de +29° 07' 21" e uma ascensão recta de 13 horas, 04 minutos e 58,5 segundos.
A galáxia NGC 4952 foi descoberta em 13 de Março de 1785 por William Herschel.